# مقاطعة تالبوت (جورجيا)
مقاطعة تالبوت (بالإنجليزية: Talbot County)‏ هي إحدى المقاطعات في ولاية جورجيا في الولايات المتحدة الأمريكية.